# Lunitik Muzik
Lunitik Muzik är ett musikalbum från 1997 av den amerikanska hiphopgruppen Luniz. Det släpptes den 11 november 1997 på skivbolaget Noo Trybe.

## Låtlista
1. Intro
2. The Highest Niggaz in the Industry
3. Funkin Over Nuthin’
4. In My Nature
5. Jus Mee & U
6. Game (Interlude)
7. My Baby Mamma
8. Is It Kool?
9. $ad Millionaire
10. Killaz on the Payroll
11. Phillies
12. Mobb Sh..
13. Y Do Thugz Die
14. Hypnotize
15. Handcuff Your Hoes
16. 20 Bluntz A Day